# Almohadi
Gli Almohadi o Almoadi (Almoàdi; in arabo الموَحِّدون‎?, al-Muwaḥḥidūn; lett. "gli unitari, gli attestatori dell'unicità di Dio") furono una confederazione berbera, nata nel dodicesimo secolo, originaria dall'Atlas e appartenente al gruppo dei Masmuda o Masmouda. Nascono come un movimento religioso di fede musulmana, fondato da Mohammed Ibn Toumert, in opposizione agli Almoravidi ma il califfato e la sua dinastia vennero fondati dopo la sua morte, detta anche dinastia dei Banū ʿAbd al-Muʾmin (in arabo بنو عبد المؤمن‎?), ossia "Figli di ʿAbd al-Muʾmin", dal nome del primo sultano. Il loro secondo Sultano assunse il titolo di Califfo per motivi eminentemente politici, non ricoprendo giuridicamente tutti i requisiti previsti per una tale carica (limitato riconoscimento – bayʿa – da parte del restante e maggioritario mondo islamico e non arabicità dei sovrani). Regnarono su una parte del Maghreb e sulla Spagna musulmana dal 1147 al 1269. 
Un esponente culturale della dinastia almohade fu Averroè, giudice supremo a Cordova, il cui pensiero fiorì proprio nell'area culturale e in relazione al potere di tale dinastia.

## Origini
Muhammad ibn Tūmart, originario della tribù berbera dei Maṣmūda nella regione del Sous (berbero Sus; arabo Sūs), nell'Anti Atlante in Marocco, era figlio di un addetto all'accensione delle lampade di una moschea e noto per la sua religiosità e per la sua deformità fisica. Influenzato dallo sciismo, si oppose alla scuola giuridica (madhhab) malikita imposto dalla dinastia regnante, gli Almoravidi. Dopo essere stato cacciato per aver suscitato disordini, si rifugiò nell'Alto Atlante, a Tinmal dove organizzò una comunità militare e religiosa (il Consiglio dei Dieci e il Consiglio dei Cinquanta) ispirato a un Islam rigido e austero, e nel 1121 si proclamò Mahdi (il "ben guidato" che tornerà alla fine del mondo).

## I conquistatori
È assai probabile che la sua influenza non sarebbe sopravvissuta alla sua persona se non avesse trovato come luogotenente ʿAbd al-Muʾmin, un altro berbero del Maghreb centrale, originario di Honaïne nell'attuale Algeria, che fu indubbiamente un militare e un politico di prim'ordine. Quando Ibn Tūmart morì, nel 1128, ʿAbd al-Muʾmin tenne segreta per due anni la sua scomparsa, fino a che non si fu affermata la sua personale influenza. Sotto il suo comando furono conquistate, una dopo l'altra, Tlemcen, Fez e infine Marrakech, la cui caduta segnò la fine della dinastia almoravide, nel 1147. A poco a poco ʿAbd al-Muʾmin estese la sua autorità su un impero che comprendeva l'insieme del Maghreb e il Bilād al-Andalus (Spagna islamica) occidentale (presa di Cordova nel 1148 e di Granada nel 1154). Si proclamò califfo e comandante dei credenti, rinnegando così la sovranità degli Abbasidi, e impose il principio di ereditarietà dinastica. Suo figlio, Abu Ya'qub Yusuf I (1163–1184), poté così succedergli alla sua morte nel 1163. Quest'ultimo, e suo figlio Abu Ya'qub Yusuf II, «il Reso vittorioso [da Dio]» (1184–1199), terzo sultano, continuarono la sua opera ed estesero la loro autorità a tutta la Spagna islamica, infliggendo nel 1195 una sconfitta ad Alfonso VIII di Castiglia nella battaglia di Alarcos. In Ifriqiya cacciarono le guarnigioni collocate nelle città costiere dai re normanni di Sicilia, riuscendo a conquistare tra il 1158 e il 1160 le città di Annaba, Mahdia, Gabès e Tripoli, ponendo così fine al Regno normanno d'Africa.

## Cultura
Sotto gli Almohadi, le università riuscirono a mantenere la tradizione di studio del pensiero della Grecia e di Roma antica avviato al tempo degli Almoravidi. Numerosi grandi filosofi ebrei e musulmani riuscirono a vivere e insegnare al tempo di questa dinastia: i più famosi sono Averroè e Mosè Maimonide, il quale dovette però fuggire prima da al-Andalus e poi dal Marocco, incalzato dalle violenze anti-ebraiche e anti-cristiane degli Almohadi.
Nelle arti eccelsero, ricorrendo al genio delle loro maestranze per lo più andaluse. I luoghi principali di realizzazione e diffusione artistica furono Fez, Marrakesh, Rabat e Siviglia.
L'architettura fu l'opera dell'ingegno maggiormente sviluppata, visto che le altre arti erano un po' penalizzate dalla restrittiva interpretazione coranica sunnita, che tende a osteggiare (pur con varie eccezioni) le raffigurazioni umane. L'architettura non brillò per originalità, ma gli Almohadi effettuarono una riduzione nelle decorazioni, introducendo la novità dei trafori di forma geometrica.
Col trascorrere dei decenni, gli edifici assunsero forme e strutture sempre più orientaleggianti: moschee con pianta rettangolare, ripartite in navate grazie all'ausilio di pilastri;
grande uso di archi a forma di ferro di cavallo.
Il materiale principale usato nelle costruzioni è stato il cotto, oltre alla malta a freddo.
Tra le influenze straniere, si notano le cupole di origine egiziana e, nel settore civile, gli archi trionfali. Notevolmente diffuse furono le costruzioni di fortificazioni con torri.
Sotto gli Almohadi l'architettura produsse numerosi capolavori: il minareto della moschea di Siviglia, costruito nel 1171, di cui è conservata perfettamente la torre chiamata Giralda, la casba di Marrakesh, la moschea Kutubiyya ("dei librai"), con il minareto a pianta quadrata e 17 navate della muṣallā, e la moschea Hassan a Rabat.

## Declino

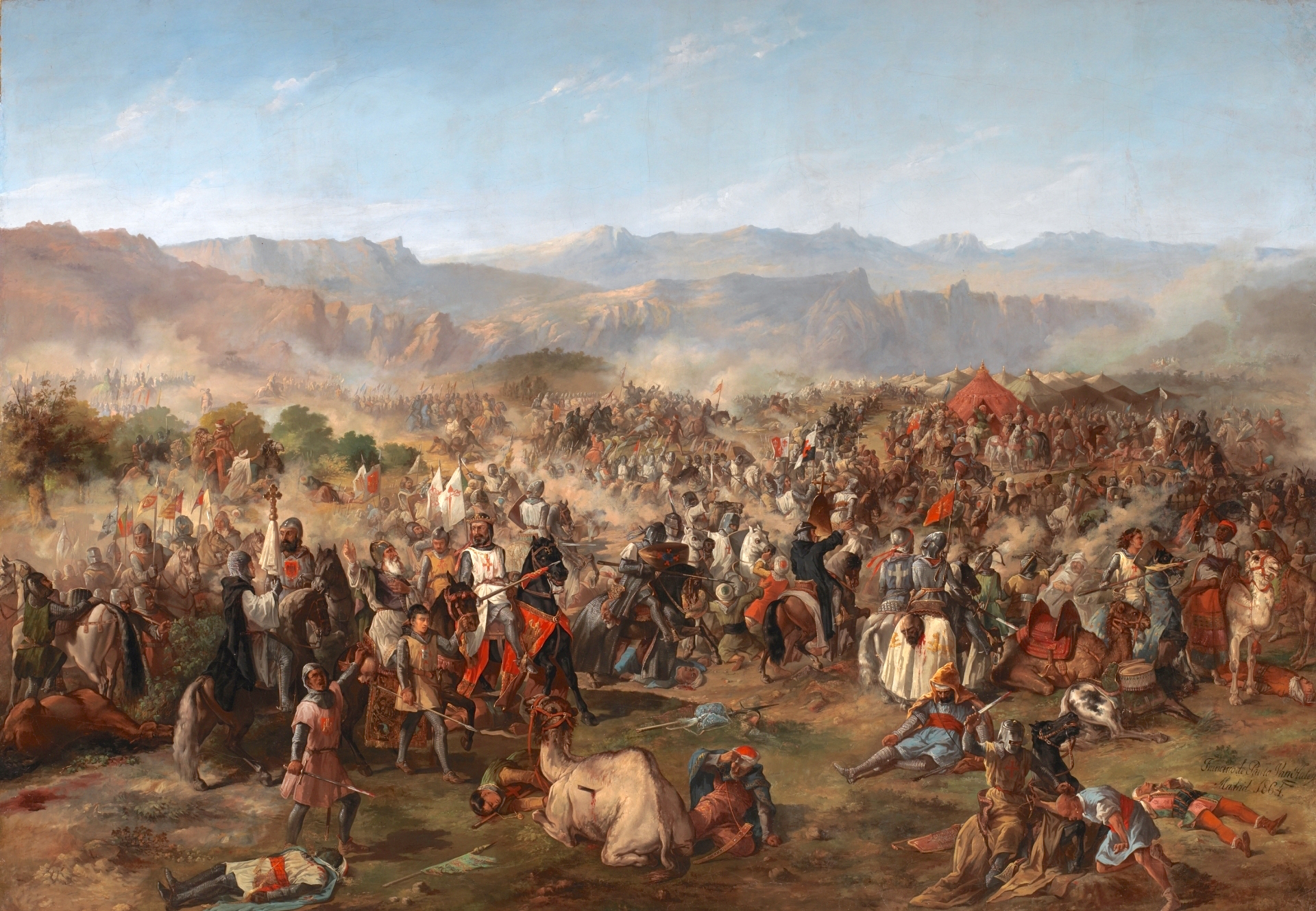
La battaglia di Las Navas de Tolosa (1212) segnò l'inizio del declino del potere almohade nella Penisola iberica

Il principio di ereditarietà dinastica non piacque ai capotribù berberi, gli sceicchi.
Gli Stati cristiani di Spagna (Castiglia, León, Aragona e Navarra) e del Portogallo si organizzarono per la Reconquista, in particolare mettendo a tacere le loro dispute, e inflissero a Muhammad al-Nasir il disastro della battaglia di Las Navas de Tolosa (16 luglio 1212).
La dinastia iniziò definitivamente a declinare dopo la morte del giovane califfo Yusuf al-Mustansir. I burocrati di palazzo di Marrakesh nominarono califfo l'anziano Abd al-Wahid I che tentò di ristabilire l'ordine nell'Impero almohade, e, per questo motivo si alienò il sostegno degli altri governanti almohadi, che nominarono califfo Abd Allah al-'Adil, uno dei più disastrosi califfi della dinastia, il cui colpo di Stato divise gli Almohadi per la prima volta e mise in moto una serie di altre guerre intestine che portarono prima alla perdita di al-Andalus per mano dei Nasridi, che crearono il Sultanato di Granada, e successivamente il crollo dello stesso Stato almohade.
Con il declino dell'impero almohade presero il sopravvento delle dinastie locali, come gli Hafsidi in Ifriqiya (comprendente all'incirca l'attuale Tunisia) nel 1229, gli Abdalwadidi nel al-Maghreb al-Awsaṭ (Maghreb centrale, metà dell'attuale Algeria) nel 1239 o ancora i Merinidi che si impadronirono dal 1244 in poi di gran parte del Maghreb al-Aqsa (Marocco). In al-Andalus (Spagna islamica), i Nasridi diedero vita a un regno indipendente, il Sultanato di Granada, che sopravvisse fino al 1492. Allo stesso tempo, la Reconquista progredì a grandi passi. Cordova, la città simbolo dell'Islam spagnolo, cadde nel 1236, Valencia nel 1238, Siviglia nel 1248. La dinastia almohade terminò con Abu l-'Ala al-Wathiq bi-llah Idris, dopo la presa di Marrakesh nel 1269 a opera del sultano merinide Abu Yusuf Ya'qub ibn 'Abd al-Haqq.

### Galleria d'immagini

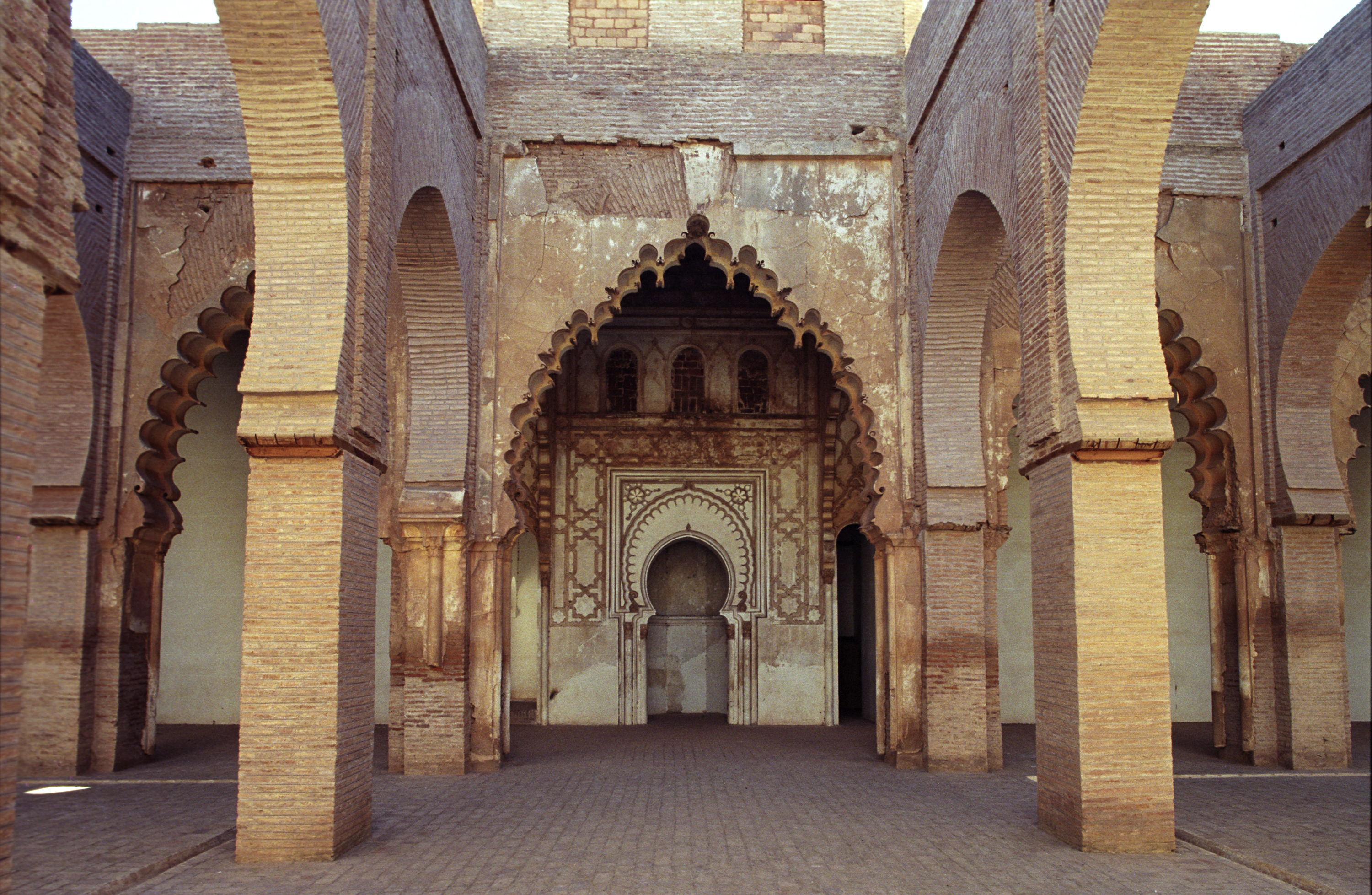
Rovine della Grande Moschea di Tinmal, il primo monumento edificato dagli Almohadi, Tinmal, Marocco
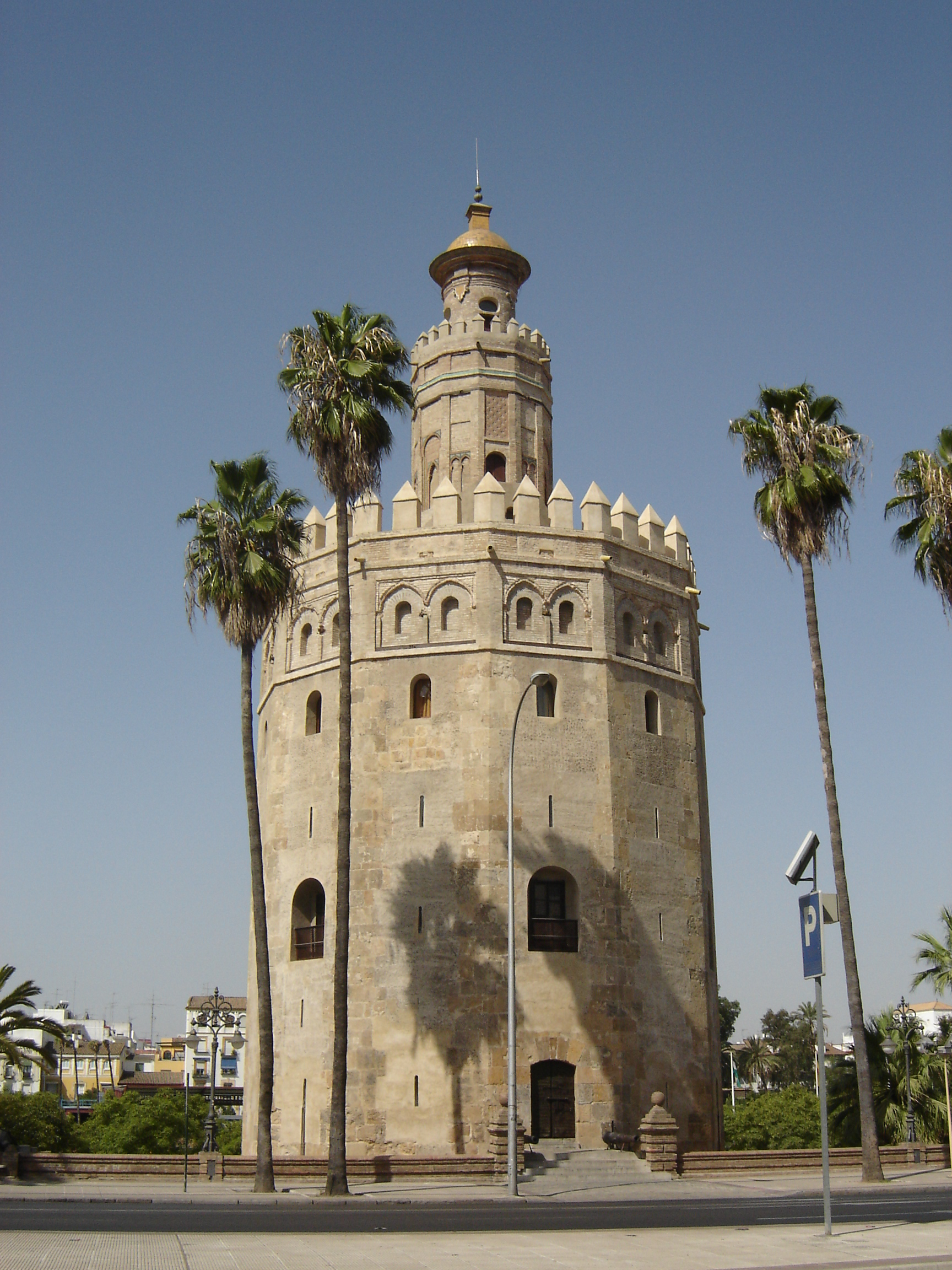
La Torre dell'Oro di Siviglia costruita su ordine del califfo almohade Abu Ya'qub Yusuf II.
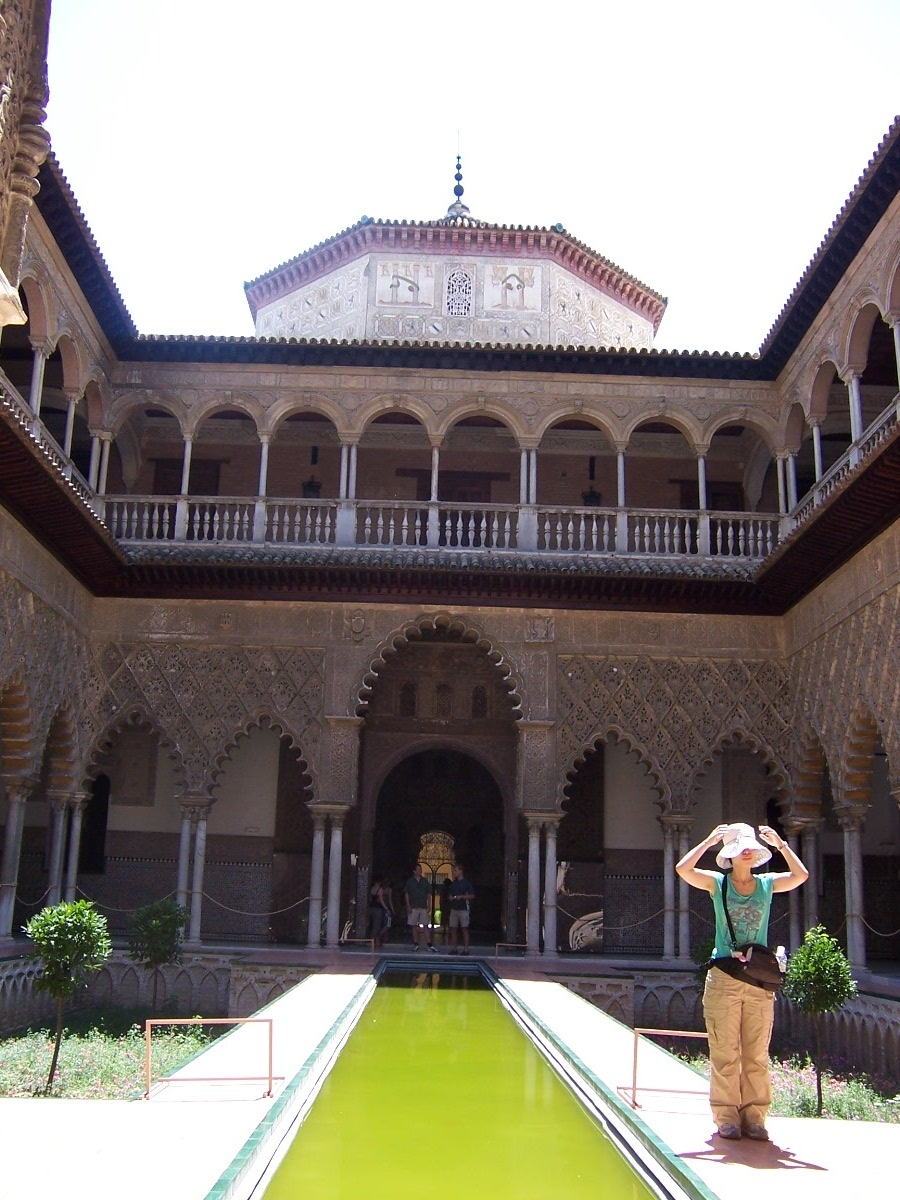
Patio de las Doncellas, Alcázar di Siviglia, di epoca almohade.
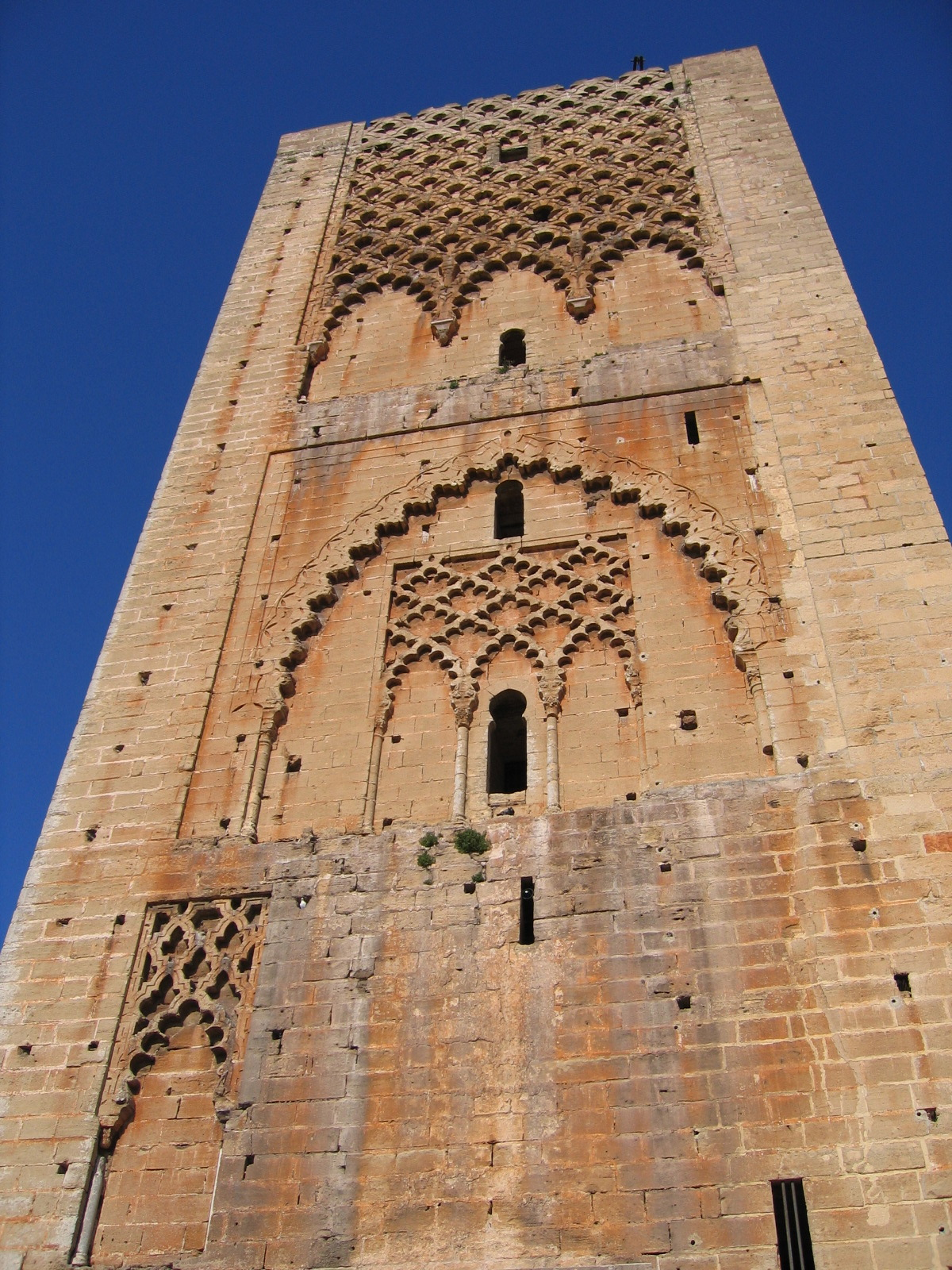
La Torre di Hassan di Rabat, di epoca almohade
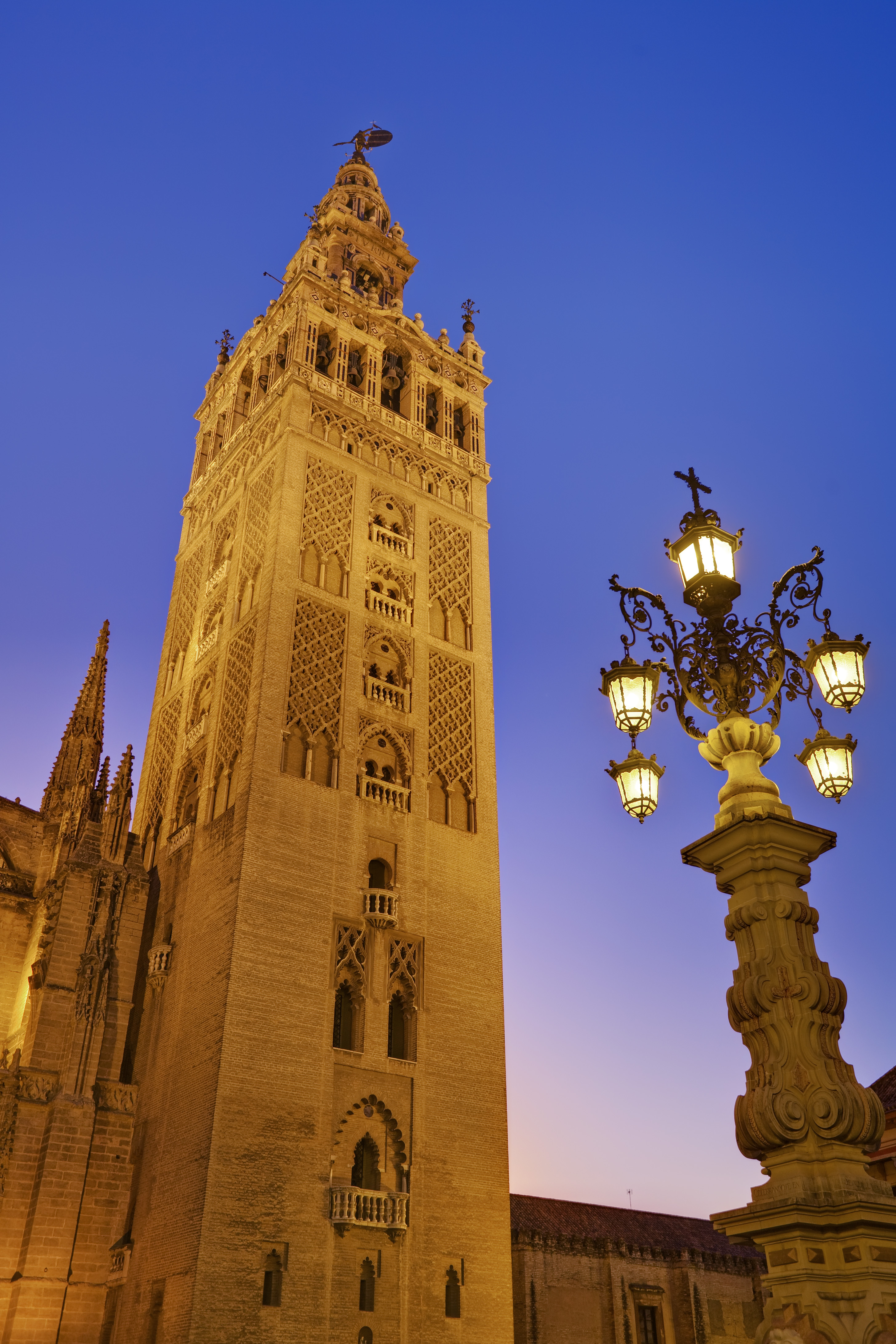
La Giralda di Siviglia, di epoca almohade.
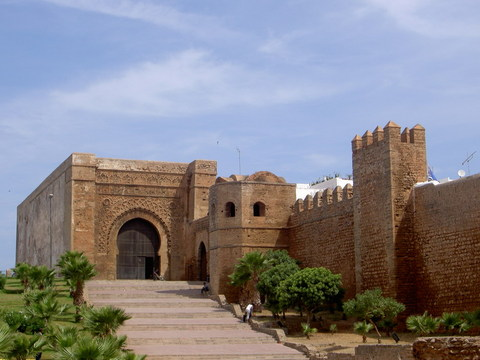
Entrata della casba degli Oudaïa di Rabat, di epoca almohade.

### Il fondatore
- Muhammad ibn Tūmart

### Califfi Muwaḥḥidūn (Almohadi) 1145–1269
- ʿAbd al-Muʾmin 1145–1163
- Abū Yaʿqūb Yūsuf 1163–1184
- Abū Yūsuf Yaʿqūb al-Manṣūr 1184–1199
- Muhammad al-Nāṣir 1199–1213
- Yūsuf al-Mustanṣir 1213–1223
- Abd al-Wahid I 1223
- Abū Muḥammad ʿAbd Allāh al-ʿĀdil 1223–1227
- Abū al-ʿAlāʾ Idrīs al-Maʾmūn 1227–1233
- Yahyā al-Mu'taṣim 1227–1229
- Abū Muḥammad ʿAbd al-Wāḥid al-Rashīd 1233–1242
- Abū al-Ḥasan al-Saʿīd al-Muʿtadid 1242–1248
- Abū Ḥafṣ ʿUmar al-Murtaḍā 1248–1266
- Abu l-'Ala al-Wathiq bi-llah Idris 1266–1269